# Први шумадијски партизански одред
Први шумадијски народноослободилачки партизански (НОП) одред је био партизанска јединица у саставу Народноослободилачке војске и партизанских одреда Југославије током Другог светског рата у Србији. Командант одреда био је Милан Благојевић Шпанац, народни херој, заменик команданта одреда Милан Илић Чича, народни херој, а политички комесар Недељко Жакула.

## Историјат
Формиран је 1. јула 1941, код села Горње Трешњевице, на месту званом Јазербара, на коси Лисаћ. у Шумадији. Имао је 4 чете са укупно око 100 бораца (4. јула), а 26. августа 9 чета сврстаних у 3 батаљона (Опленачки, Орашачки и Колубарски). Половином августа изведена је велика акција на Кремењачи изнад Чумића, где је уништено седам непријатељских камиона и 57 Немаца, а 14 заробљено. Одред је 8. септембра бројао 238 бораца наоружаних са 210 пушака, 2 лака митраљеза, 9 пушкомитраљеза и
40 пиштоља, а крајем октобра било је укупно око 450 бораца. Дејствовао је на простору Лазаревац, Аранђеловац, Топола, Рудник, Љиг. У јулу и августу 1941. водио је више успешних борби против немачких потерних одреда, разоружао је већи део посада жандармеријских станица по селима опленачког, орашачког и колубарског среза, забранио рад општинским управама у скоро свим селима на свом операцијском простору, порушио телефонско-телеграфске линије и спалио књиге за контролу оружја, диверзантским акцијама онеспособио је готово све железничке станице и порушио мостове на прузи Младеновац—Лазаревац. Извршио је, такође, успешне нападе на руднике угља у Мисачи, Опленцу, Рудовцима, Јунковцу и Црљенима, а у Вреоцима оштетио електричну централу. Увече 23. августа делови одреда упали су у Аранђеловац. До половине септембра заједно са 2. шумадијским, Поморавским и Крагујевачким НОПО ослободио је сву Шумадију изузев Крагујевца, Тополе и Аранђелца. У октобру је заседама на друмовима често наносио веће губитке немачким јединицама, блокирао Лазаревац, водио борбе против немачких јединица код Тополе и на Руднику, средином новембра против немачких и квислиншких снага северно од Крагујевца, у рејону села Јунковца и Беничине, а од 21. до 26. новембра на планини Руднику, након чега се део Одреда повукао у Санџак, где је 22. децембра 1941. ушао у састав 1. пролетерске бригаде. Део Одреда који је остао у Шумадији у зими 1942. је разбијен, а поједине групе бораца, које су се задржале у рејону Аранђеловца, на планини Букуљи и Руднику, наставиле су оружане акције. Почетком јуна 1942. Окружни комитет КПЈ за Аранђеловац донео је одлуку да се поновно формира 1. шумадијски НОПО, који је добио назив Милан Благојевић. Команду над одредом је преузео Милорад Лабудовић Лабуд, народни херој. Имао је око 50 бораца. Одред је уништавао органе квислиншке власти и селима, а у оштрим борбама против јединица Српске државне страже (СДС) до септембра 1942. ликвидирао је више њихових пољских станица. Упоредо је рушио телефонско-телеграфске везе и железничке пруге на свом подручју. Значајније борбе против квислиншких и четничких формација водио је код села Трешњевице (22. јуна), у селу Даросави (29/30. јуна), код села Стапара (13. јула), код села Бање (28. августа) у селу Јеловику (29. августа): демолирао је железничку станицу Милатовац на прузи Крагујевац—Лапово (14. јула) и железничку станицу Бању на прузи Младеновац—Аранђеловац (27. августа). Крајем августа одред је реорганизован. Тад је имао Опленачку, Рудничку и Космајску чету (укупно 80 бораца). У септембру 1942. спалио је општинске архиве у селима Бранчићу, Моравцима и Бољковцима, извршио је успеле нападе на железничке станице Влашко Поље, Криву Реку, Умчаре и Малу Иванчу и на посаде СДС у селима Мајдану, Шутцима и Трешњевици. У борби у селу Трешњевици и код села Босуте (код Белановице) Рудничка и Опленачка чета су претрпеле 24. и 25. септембра осетне губитке, па су реорганизоване у Рудничку чету. До краја 1942. Одред је извршио неколико успелих напада на јединице СДС и четнике; октобра у селима Манојловцу, Мисачи, Орашцу, Барајеву и Стојнику, 14/15. децембра у Сопоту и 24/25. децембра у селу Чумићу. У јануару и фебруару 1943. Одред је спалио квислиншке архиве у 38 сеоских општина, а на прузи Лајковац—Горњи Милановац оштетио железничке станице и уништио скретнице у Кадиној Луци, Бањанима, Кривој Реци и Штавици; у фебруару је напао упоришта непријатеља у селима Доњој Шаторњи, Белановици, Венчацу, Рогаич, порушио рудничка постројења у селима Орашцу, Мисачи и Рудовцима, прекинуо телефонско-телеграфске линије између села Копљара и Грабовца, на прузи Младеновац—Аранђеловац, на линији села Даросава—Венчане-Сопот, између села Белосаваца иТополе и на прузи Лајковац—Чачак, прекинуо електрични вод који снабдева струјом Аранђеловац, Крагујевац, Краљево и Јагодину из термоелектране Вреоци. У марту је проширио дејства и на космајско подручје, а ноћу 10/11. марта ушао је у Гроцку. У његов састав ушла је 2. маја Качерска чета, а Космајска је укључена у Космајски НОП одред. Нападима на непријатељске делове у мањим упориштима, рушењем објеката на комуникацијама, уништавањем квислиншког административног апарата и политичким радом у народу, Одред је знатно ојачао, па је од дела његовог људства формиран 28. јуна 1. шумадијски ударни батаљон, који је 5. октобра 1943. ушао и састав 1. шумадијске бригаде. Даљим успешним дејствима против окупатора и квислинга и мобилизацијом бораца, Одред је поновно бројно нарастао, те је 22. децембра 1943. дао део људства за формирање Привремене шумадијске бригаде, а 25. априла 1944. и 2. шумадијске бригаде. Учествовао је у разбијању јаке четничке групације код села Прогореоваца 1. маја 1944. и четничког Рудничког корпуса у селу Дубовцима 28. јуна. Расформиран је крајем октобра 1944, а његовим људством попуњене су јединице КНОЈ.